# Сілвер-Лейк (Канзас)
Сілвер-Лейк (англ. Silver Lake) — місто (англ. city) в США, в окрузі Шоні штату Канзас. Населення — 1345 осіб (2020).

## Географія
Сілвер-Лейк розташований за координатами 39°6′0″ пн. ш. 95°51′20″ зх. д. / 39.10000° пн. ш. 95.85556° зх. д. (39.099905, -95.855658).  За даними Бюро перепису населення США в 2010 році місто мало площу 1,54 км², з яких 1,49 км² — суходіл та 0,05 км² — водойми.

## Демографія
Згідно з переписом 2010 року, у місті мешкало 1439 осіб у 563 домогосподарствах у складі 414 родин. Густота населення становила 933 особи/км².  Було 601 помешкання (390/км²).
Расовий склад населення:
| - 95,8 % — білих - 1,1 % — корінних американців - 0,3 % — вихідців з тихоокеанських островів - 0,3 % — чорних або афроамериканців - 0,3 % — азіатів |

До двох чи більше рас належало 1,9 %. Частка іспаномовних становила 4,1 % від усіх жителів.
За віковим діапазоном населення розподілялося таким чином: 29,2 % — особи молодші 18 років, 56,5 % — особи у віці 18—64 років, 14,3 % — особи у віці 65 років та старші. Медіана віку мешканця становила 36,3 року. На 100 осіб жіночої статі у місті припадало 94,7 чоловіків;  на 100 жінок у віці від 18 років та старших — 93,0 чоловіків також старших 18 років.
Середній дохід на одне домашнє господарство  становив 67 725 доларів США (медіана — 60 938), а середній дохід на одну сім'ю — 76 574 долари (медіана — 67 708). Медіана доходів становила 42 202 долари для чоловіків та 41 170 доларів для жінок. За межею бідності перебувало 5,8 % осіб, у тому числі 7,3 % дітей у віці до 18 років та 0,8 % осіб у віці 65 років та старших.
Цивільне працевлаштоване населення становило 834 особи. Основні галузі зайнятості: освіта, охорона здоров'я та соціальна допомога — 26,1 %, роздрібна торгівля — 12,1 %, виробництво — 11,5 %.